# Kontrafaktisk villkorssats
Kontrafaktiska villkorssatser eller kontrafaktiska implikationer är satser av typen: "Om A vore – vilket A inte är – så vore B".
Satserna "Om Hitler hade invaderat Storbritannien 1939, så hade Tyskland vunnit andra världskriget" och "Om Hitler hade invaderat Storbritannien 1939, så hade Tyskland ändå inte vunnit andra världskriget" är kontrafaktiska.